# 野上眞宏
野上 眞宏（のがみ まさひろ, Masahiro Michael Nogami, 1947年8月27日 - ）は、東京都出身の写真家。マイク野上（マイクのがみ, Mike Nogami）とも。

## 来歴
カメラ好きだった父親の影響もあって少年期から写真の撮影を趣味とし、1966年立教大学入学後、写真部に入部する。しかしすぐに退部してしまい、一時は写真から遠ざかる。
社会学部の同級生だった細野晴臣と行動をともにする中で、松本隆、柳田ヒロ、小坂忠、鈴木茂、林立夫、小原礼ら、のちにプロ・ミュージシャンとして活躍してゆく面々と親交を結び、彼らの演奏風景や日々の記録を中心に1968年秋から写真撮影を再開する。この頃の細野や松本のバンドでは、バーンズ、エイプリル・フールの活動を写真に収めている。また、自宅やリハーサル・スタジオでのジャム・セッション・パーティーを主催し、ミュージシャン同士の交流を促す役割を果たした。同時期にスージー・クリームチーズ名義のサイケデリック照明グループとして、コンサートでの舞台照明を請け負う活動もしている。
1969年、プロの写真家になることを決意し、内定していた就職を辞退する。演劇の分野にも交友関係を広げ、ミュージカル『ヘアー』日本版や、立教高等学校の学友・永倉万治が在籍していた東京キッドブラザース公演の舞台裏などを撮影した。大学卒業後の1970年春から、六本木の撮影スタジオ「アートセンター」に勤務する。同年夏、デザイン集団「WORKSHOP MU!!」の眞鍋立彦、中山泰、奥村靫正らと出会い、後年まで続く親密な関係を築いてゆく。
一方で、旧知のミュージシャンの写真撮影も続ける。とりわけ、細野晴臣、大瀧詠一、松本隆、鈴木茂が結成したはっぴいえんどは、その前身であるヴァレンタイン・ブルー名義での1970年1月のステージから撮影を重ね、最初のアルバム『はっぴいえんど』のレコーディング風景や、2枚目のアルバム『風街ろまん』ジャケット用写真をはじめ、ライヴ写真、プライベート・ショットなど、1972年のグループ解散までに数多くの作品を残している。
1971年4月から鋤田正義に師事する。アシスタントとして様々な撮影現場で経験を積みながら、自身の日常を厖大なスナップショットで記録する「写真日記」を実践した。
1972年夏、フリー・カメラマンとして独立する。WORKSHOP MU!!がデザインを手がけた、大瀧詠一、細野晴臣、サディスティック・ミカ・バンドなどのレコード・ジャケットで撮影を担当した。1973年2月、埼玉県狭山市の細野晴臣自宅におけるアルバム『HOSONO HOUSE』のレコーディングでキャラメル・ママ（のちのティン・パン・アレー）が行ったセッションの様子も、野上のカメラが記録している。
1974年7月、単身渡米する。ロサンゼルス、ヴァージニア、ニューヨークと移り住むうち、1980年代初頭には都市の風景を主題とする作風を深化させ、現像所のジェネラル・マネージャーとして働きながら自身の追い求める作品を撮り続ける。アメリカではリトル・フィート、マリア・マルダー、ミーターズらのライヴ写真も残しているが、音楽関係の撮影は、細野晴臣が坂本龍一、高橋幸宏と結成したイエロー・マジック・オーケストラ（YMO）のニューヨーク公演（1979年11月）など、主に友人が演奏する機会に限られていった。
1994年秋から2000年秋まで日本に帰国する。この間、ニューヨークで撮影した作品をまとめた初の写真集『New York – Holy City』を出版する（1997年）。また、はっぴいえんど関連の未発表写真とともに1960年代から1970年代の記憶を綴ったエッセイ『はっぴいな日々』を『レコード・コレクターズ』誌で連載（1998年12月号 - 2000年1月号）、2000年7月にムックとして刊行した。ニューヨークの老舗ギャラリー「OKハリス」ディレクターのアイヴァン・カープに作品を認められ、1999年春、同ギャラリーにて個展『New York: Sacred Ground』も開催している。高橋正実との写真ユニット「CLOWN」として、渋谷に集うコギャルたちのスナップ写真を集中的に撮影したのも、日本帰国中の1999年のことだった。
2000年秋に再びニューヨークに渡ったのちは、新たな写真作品の撮影を継続する傍ら、さらなる未発表作品を多数含む1960年代から1970年代の写真を2分冊に収めた『HAPPY　SNAPSHOT DIARY：Tokyo 1968-1973』（2002年12月）刊行や、ニューヨーク風景写真集の自費出版の他、東京での個展も数年ごとに開催する。2014年11月には、収録写真点数4000枚を超える集大成的なiPad写真集アプリ『野上眞宏のSNAPSHOT DIARY』を発売した。
2015年夏、拠点をニューヨークから東京に移し、2011年以後制作を続けている日本人ガールズ・バンド「The Suzan（ザ・スーザン）」のドキュメンタリー映画を撮影中である。
2016年、CLOWN名義での1999年の作品を写真集『SHIBUYA1999』として出版した。

## 作品
- 写真集『New York – Holy City』　美術出版社、1997年
- ムック『はっぴいな日々』　ミュージック・マガジン、2000年
- 写真集『HAPPY　SNAPSHOT DIARY：Tokyo 1968-1973』　ブルース・インターアクションズ、2002年
- 写真集『When New York Was Sexier』　自費出版、2012年
- 写真集『Metroscape Vol.1』　自費出版、2012年
- 写真集『Metroscape Vol.2』　自費出版、2012年
- 映画『The First Step featuring The Suzan』　2012年
- iPad写真集アプリ『野上眞宏のSNAPSHOT DIARY』　2014年
- 映画『Taking The First Step featuring The Suzan』　2015年（2012年版の再編集）
- 写真集『SHIBUYA1999』　禅フォトギャラリー、2016年（CLOWN名義）